# 무쓰미촌 (지바현)
무쓰미촌(睦村)은 지바현 지바군에 일찍이 존재했던 촌이다. 현재의 야치요시에 해당한다.

## 역사
- 1889년 4월 1일 - 정촌제 시행에 의해 지바군 무쓰미촌이 성립하였다.
- 1954년 1월 15일 - 오와다정과 합병해 야치요정이 탄생으로 인해 소멸하였다.